# Ото II фон Ботенлаубен
Ото II фон Ботенлаубен (на немски: Otto II Graf v.Henneberg-Botenlauben-Hildenburg; * ок. 1200; † 22 септември 1249) от Дом Хенеберг, е господар на Ботенлаубен (част от Бад Кисинген в Бавария), граф на Хилденбург (1228), рицар на Немския орден (1231), духовник в манастир Фрауенрот (1247).

## Живот
Той е син на кръстоносеца и минезингера граф Ото фон Ботенлаубен († 1244/пр. 1245) и съпругата му Беатрикс (Беатриче) де Куртене, господарка на Торон, де Кастро Ново и Кабор (* 1176; † сл. 1245), наследничка на синория Жослен, дъщеря наследничка на Жослен III де Куртене, комес де Едеса, господар на Рохес от Йерусалимското кралство, и съпругата му Агнес де Мили. Внук е на граф Попо VI фон Хенеберг († 1190) и съпругата му София фон Андекс от Истрия († 1218). Брат му Хайнрих († 1235) е каноник във Вюрцбург. Той е роднина на Бертхолд I фон Хенеберг († 1312), епископ на Вюрцбург (1267 – 1274) и Майнц (1307 – 1312).
Ото II се жени ок. 1228 г. за Аделхайд фон Хилденбург († сл. 1250), дъщеря наследничка на граф Адалберт III фон Хилденбург, фогт на Рор († 1217/1228), син на Адалберт II фон Хилденбург († 1191 при Акон), и съпругата му фон Хенеберг, дъщеря на Готеболд IV фон Ирмелсхаузен-Лихтенберг-Хабесберг († сл. 1187), син на граф Попо III фон Ирмелсхаузен († ок. 1160). Аделхайд е роднина на Бертхолд II фон Щернберг († 1287), епископ на Вюрцбург (1271 – 1287).
През 1228 г. Ото II, със съгласието на съпругата му Аделхайд фон Хилденбург, дава множеството имоти на род Хилденбург за ползване на манастир Вюрцбург. Той продава през 1230 г. господствата Лихтенберг и Хилденбург, 1234 г. също своето Господство Ботенлаубен на епископство Вюрцбург. Той става рицар на немския Тевтонски орден (1231) и духовник в манастир Фрауенрот (1247). Ото II пише също песни.
През 1231 г. Ото се разделя от съпругата си и умира след няколко години.

## Деца
Ото II фон Ботенлаубен и Аделхайд фон Хилденбург имат един син:
- Адалберт IV фон Ботенлаубен-Хилденбург (* 1228; † 12 юли сл. 1251), духовник, домхер във Вюрцбург (1234), рицар на Немския орден (1247), 1251 комтур на Кобленц. С него линията на рода изчезва. Неговите собствености отиват обратно на манастир Вюрцбург.